# سیکورسکی اچ‌اچ-۶۰ پیو هاوک
سیکورسکی اچ‌اچ-۶۰ پیو هاوک (به انگلیسی: Sikorsky HH-60 Pave Hawk) یک بالگرد ساختِ کارخانهٔ سیکورسکی در کشور ایالات متحده آمریکا است. نخستین استفاده‌کنندهٔ این بالگرد نیروی هوایی ایالات متحده آمریکا بوده‌است.